# Domaine de la Romanée-Conti
Ne doit pas être confondu avec Romanée-conti.
 (janvier 2014).
Si vous disposez d'ouvrages ou d'articles de référence ou si vous connaissez des sites web de qualité traitant du thème abordé ici, merci de compléter l'article en donnant les références utiles à sa vérifiabilité et en les liant à la section « Notes et références ».
Le Domaine de la Romanée-Conti ou DRC est un des plus prestigieux domaines viticoles du monde avec 25,5 hectares en majeure partie à Vosne-Romanée sur la route des Grands Crus dans le vignoble de la côte de Nuits du vignoble de Bourgogne (baptisé du nom du clos de la Romanée-conti de 1,8 hectare, un des grands crus mythiques les plus prestigieux du monde). La société civile du même nom est fondée en 1942 par Edmond Gaudin de Villaine. Elle est cogérée à ce jour, pour leur famille héritière, par les viticulteurs cohéritiers Aubert de Villaine et Perrine Fenal.

## Historique

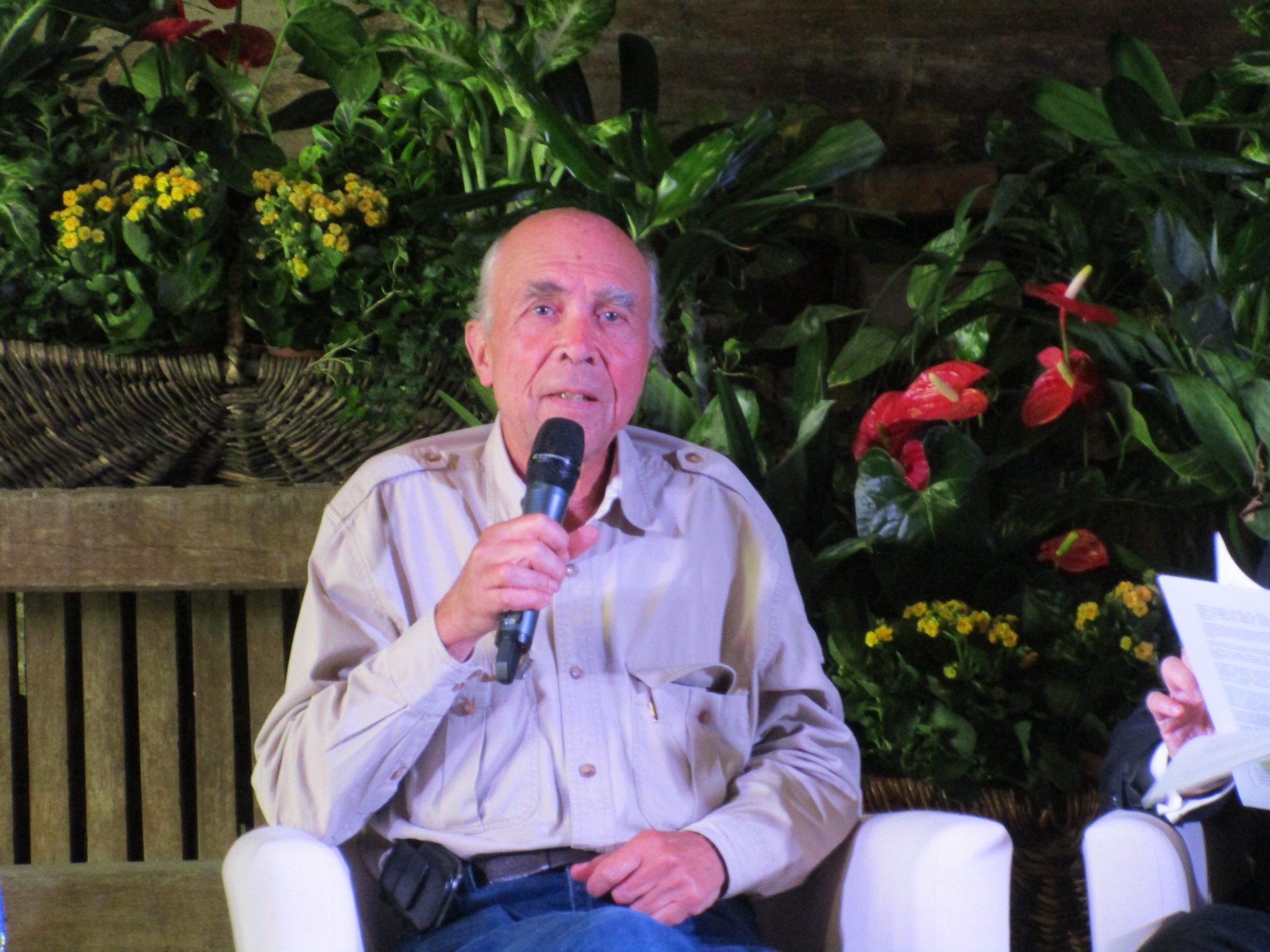
Aubert de Villaine, conférence au salon Livres en Vignes 2016, au château du Clos de Vougeot

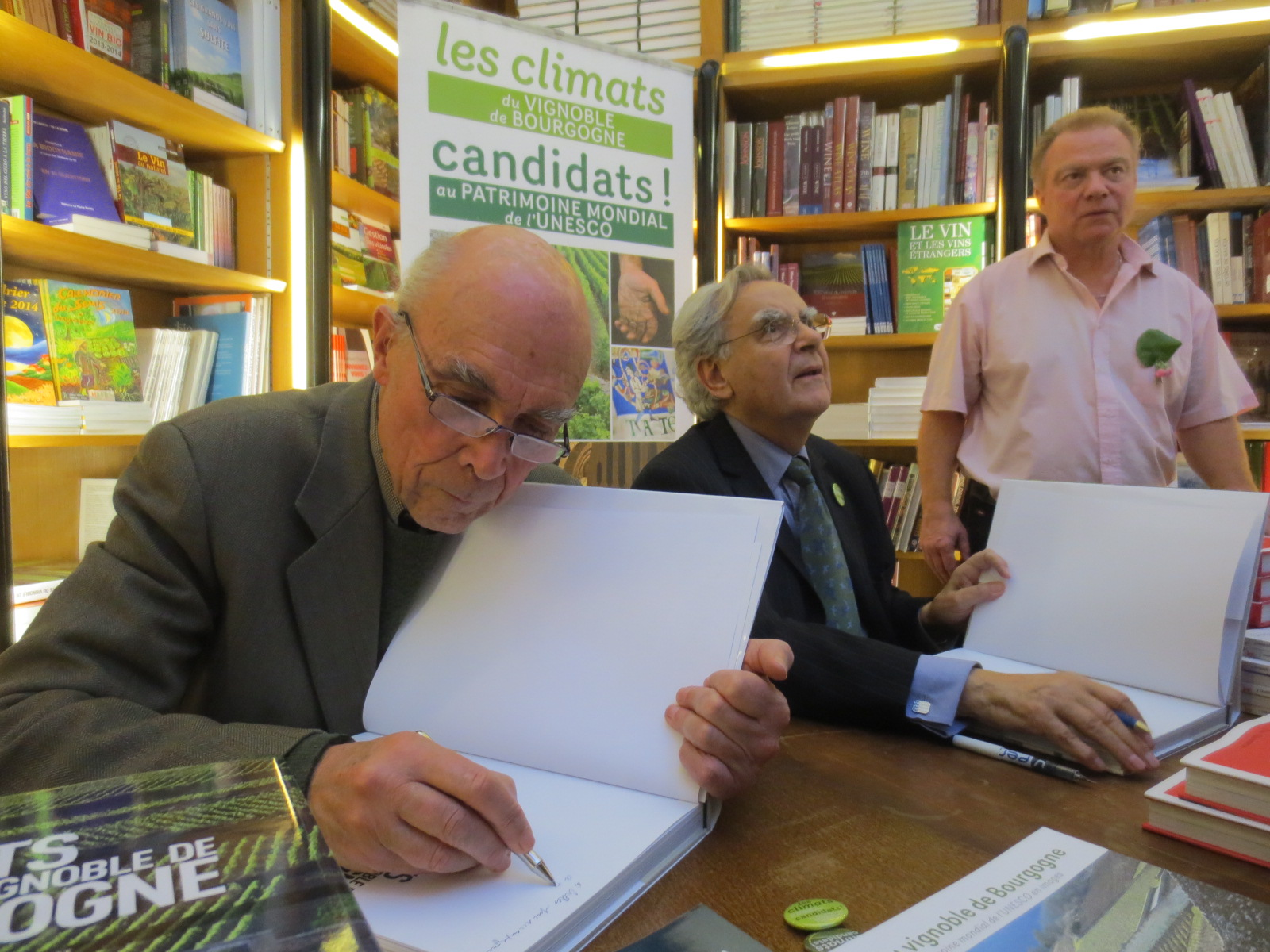
Dédicaces de l'ouvrage Climats du vignoble de Bourgogne, un patrimoine millénaire exceptionnel, par Aubert de Villaine et Bernard Pivot, à la vente des hospices de Beaune 2013

Quelques dates notoires de l'histoire des nombreux propriétaires successifs historiques du domaine :
En 1232 la duchesse de Bourgogne Alix de Vergy (1182-1251, Adélaïde de Bourgogne, veuve du duc Eudes III de Bourgogne, famille de Vergy) fait don de son meilleur vignoble alors baptisé Le Cloux des cinq journaux (actuelle romanée-conti et romanée saint-vivant, cloux pour clos, journal : superficie d'environ 3,4 ares) aux moines bénédictins du prieuré Saint-Vivant de Vergy, dépendant de l'abbaye de Cluny.
En 1621 le domaine est acheté par Jacques Venot, entre autres seigneur de Vougeot, maître de la chambre des comptes de Bourgogne à Dijon et maire de Dijon de 1619 à 1621.
En 1760 les descendants du précédent vendent le domaine. Une guerre d'enchère légendaire est remportée pour la montant extravagant de l'époque de 8000 livres par le prince Louis-François de Bourbon-Conti (entre autres seigneur de Nuits-Saint-Georges, issu de la Maison de Condé, cousin du roi Louis XV de France) contre son ennemi juré Madame de Pompadour, maîtresse favorite de Louis XV). Le prestigieux vignoble est alors rebaptisé Romanée-conti.
À la Révolution française, le domaine est confisqué au prince Louis-François-Joseph de Bourbon-Conti (fils du précédent), déclaré bien national et vendu aux enchères en 1794 à divers propriétaires successifs, dont le richissime financier Gabriel-Julien Ouvrard en 1819, déjà propriétaire du prestigieux clos-de-vougeot et des châteaux, du Clos de Vougeot, de Gilly-lès-Cîteaux, de Villandry, d'Azay-le-Rideau, de Marly, de Saint-Brice...
En 1869 la romanée-conti est achetée aux héritiers du précédent par le viticulteur renommé et richissime propriétaire foncier de Santenay Jacques-Marie Duvault-Blochet (1789-1874, ancêtre des familles héritières de Villaine et Leroy actuelles). Il transmet à ses héritiers un très vaste domaine de prestige de 133 hectares de vignoble de Bourgogne qu'il a constitué durant sa vie avec entre autres les échezeaux, grands-échezeaux et richebourg, ainsi que la prestigieuse romanée-conti acquise vers la fin de sa vie.
En 1911 le cohéritier Edmond Gaudin de Villaine devient administrateur de la succession et achète l'ancien vendangeoir de Vosne-Romanée, des moines bénédictins de l'Abbaye Saint-Vivant de Vergy, rue du Temps perdu, pour gérer le domaine sur place plutôt qu'à Santenay. Il dépose le nom de Domaine de la Romanée-Conti et fonde la société familiale associée avec 50 % de parts aux deux branches familiales cogérantes de Villaine et Leroy, avec environ une trentaine d'employés dont les actuels chef de culture Nicolas Jacob et chef de cave Bernard Noblet.
Depuis le 11 novembre 2008, le domaine de la Romanée-Conti a pris en fermage les vignes d'AOC corton grand cru du domaine Prince Florent de Merode, soit 2,28 hectares dans les climats du Clos du Roi, des Bressandes et des Renardes. Le domaine a effectué une première récolte en 2009. Le domaine vend également sous certaines conditions strictes son montrachet, un grand cru blanc fait à 100 % de chardonnay, et son marc de Bourgogne.
Après avoir été cogérant depuis le début des années 1990 du domaine avec Aubert de Villaine, Henry-Frédéric Roch décède à la fin de l'année 2018 à l'âge de 56 ans. Sa cousine, Perrine Fenal, fille de Lalou Bize-Leroy, reprend ses fonctions le 23 janvier 2019. Elle était depuis 2004 membre du Conseil de surveillance du domaine.

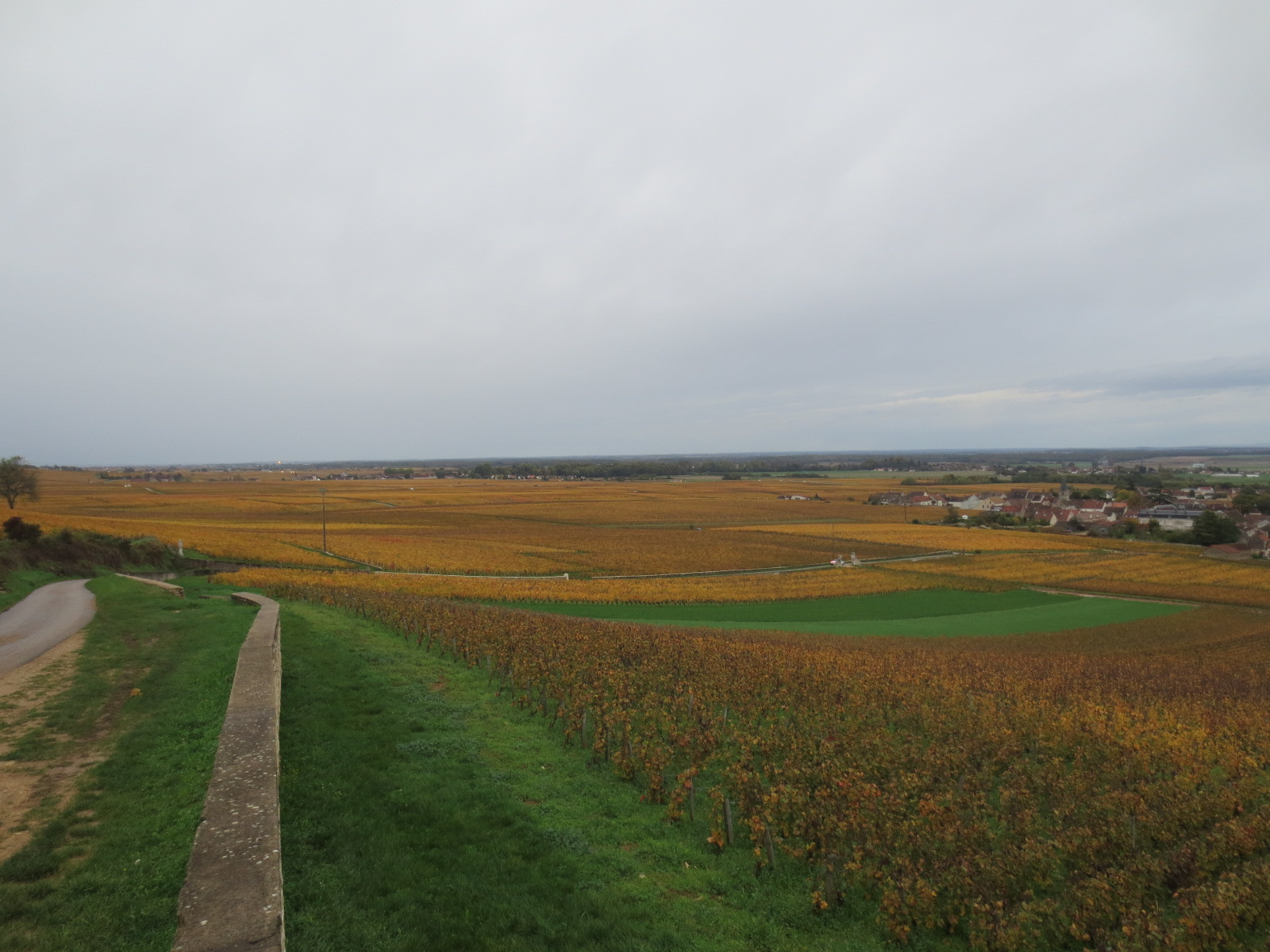
Domaine de la Romanée-Conti, avec Vosne-Romanée au fond à droite
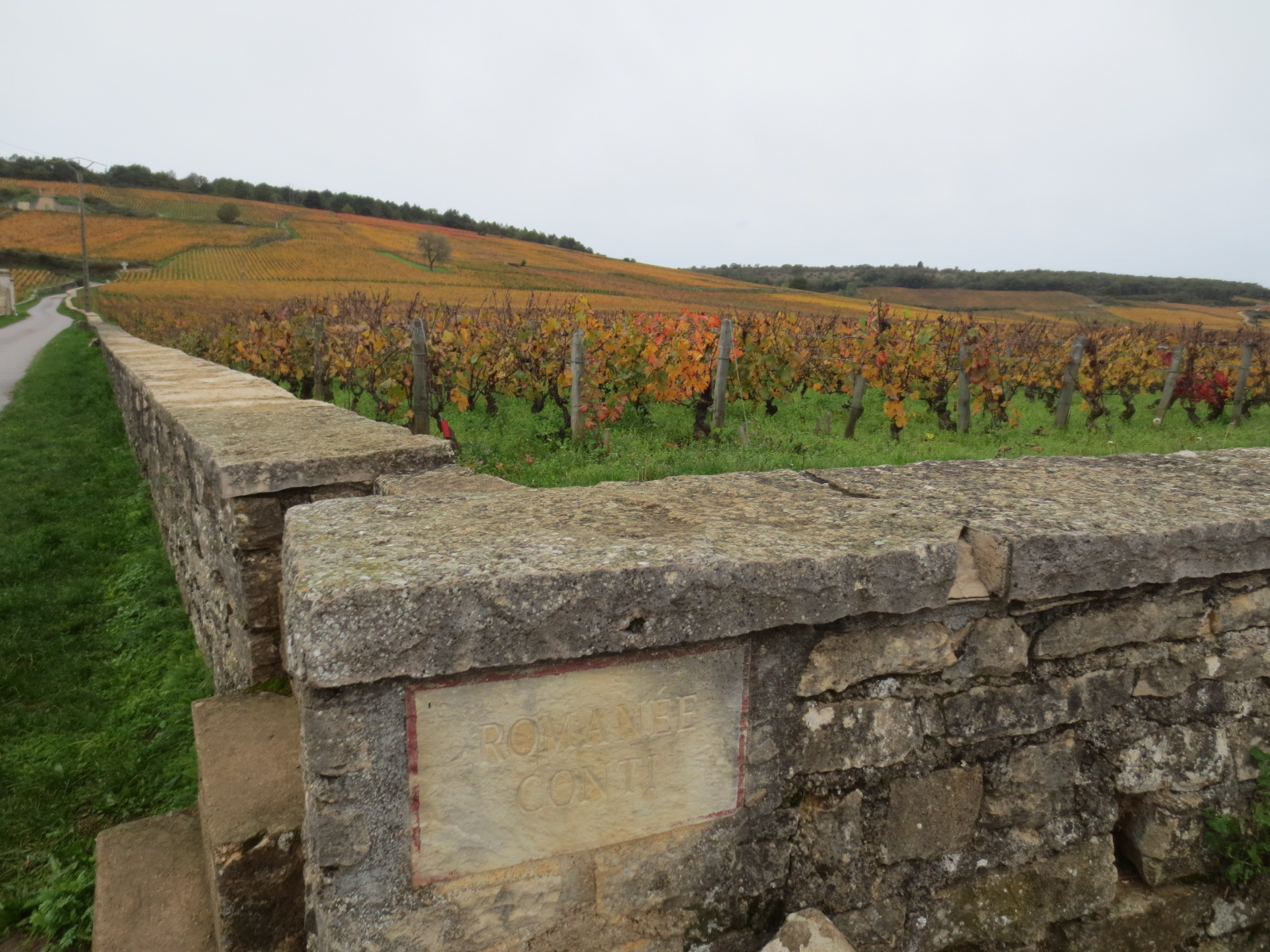
Romanée-conti
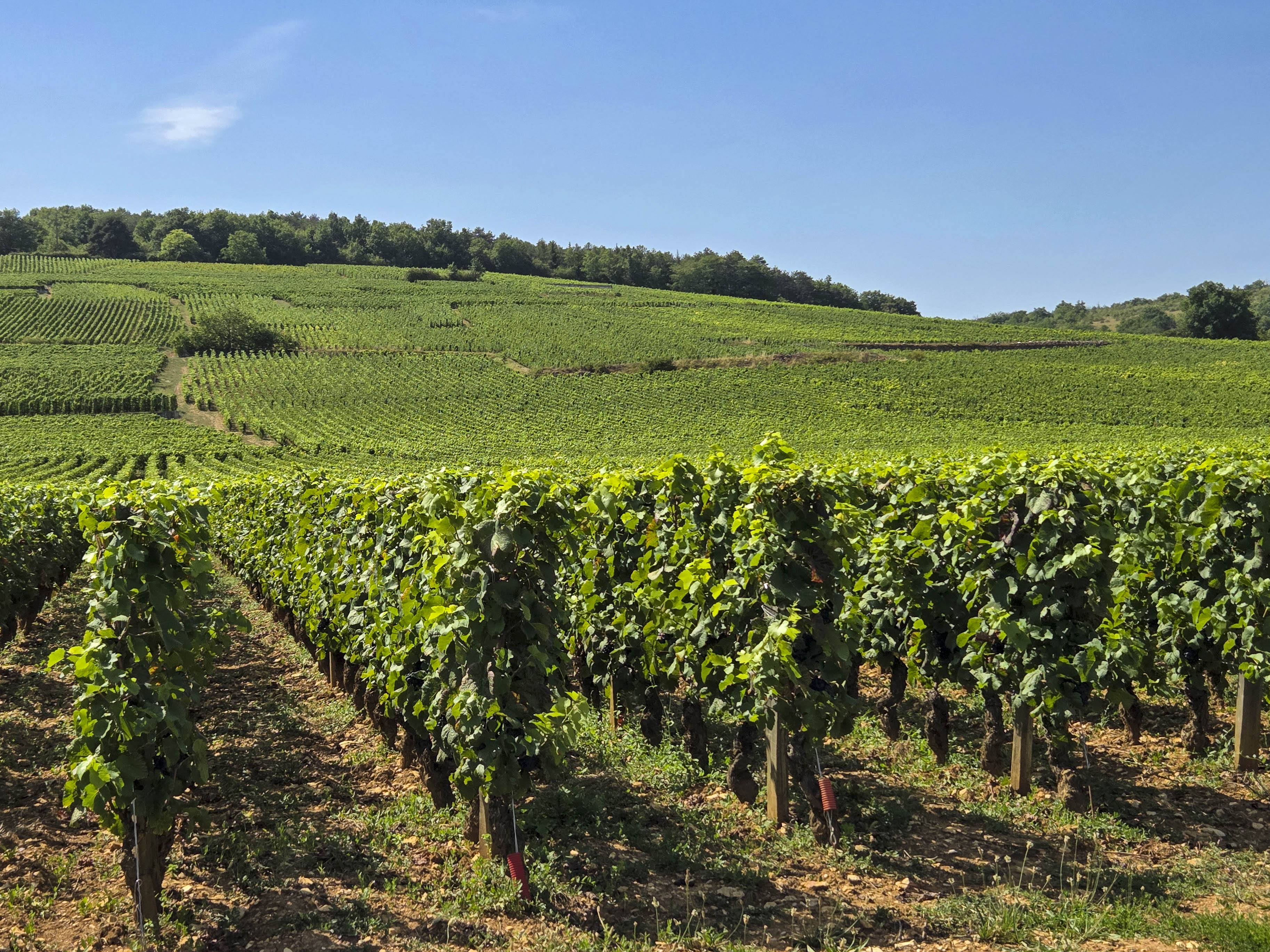
Domaine de la Romanée-Conti
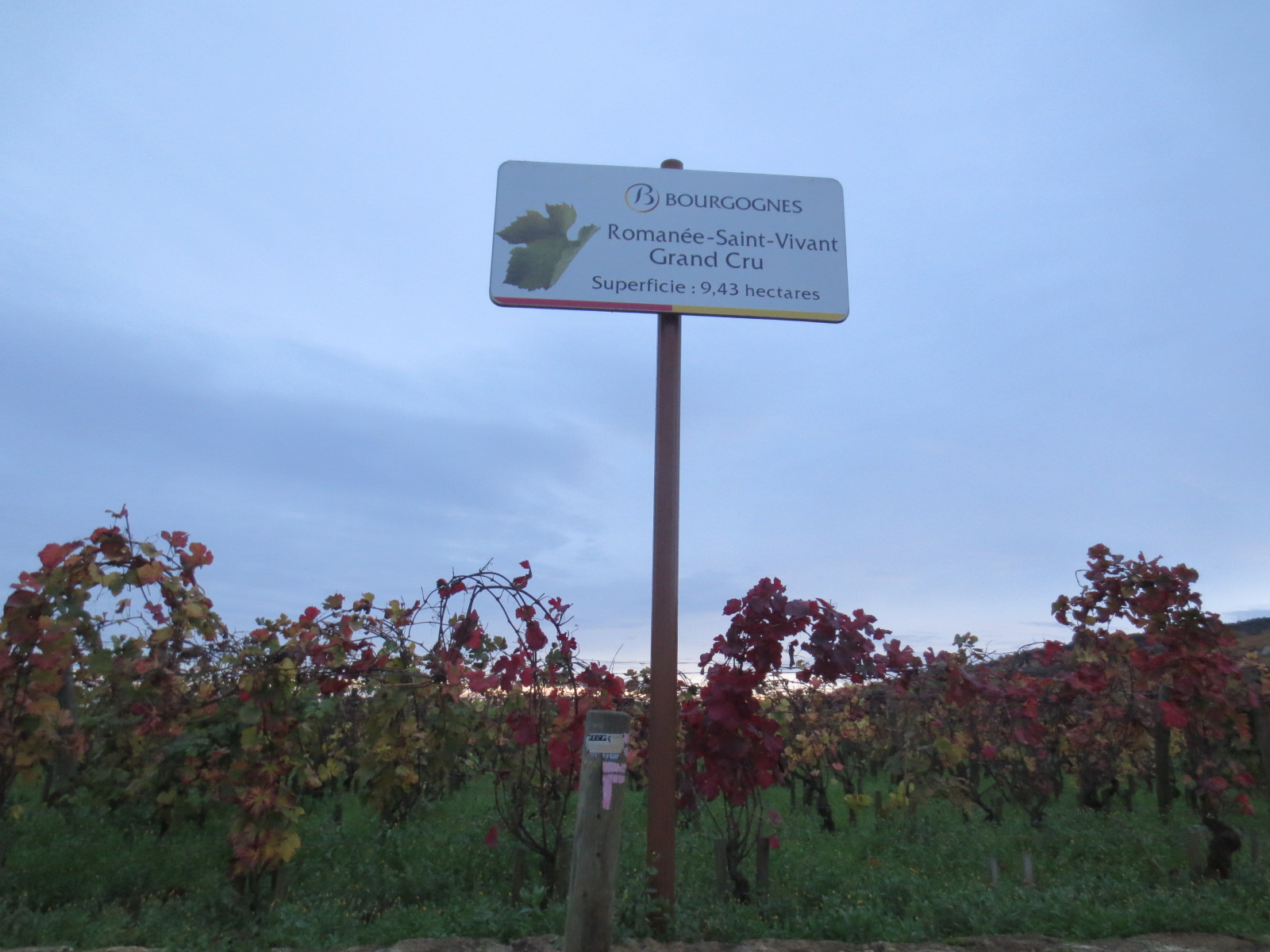
Romanée saint-vivant
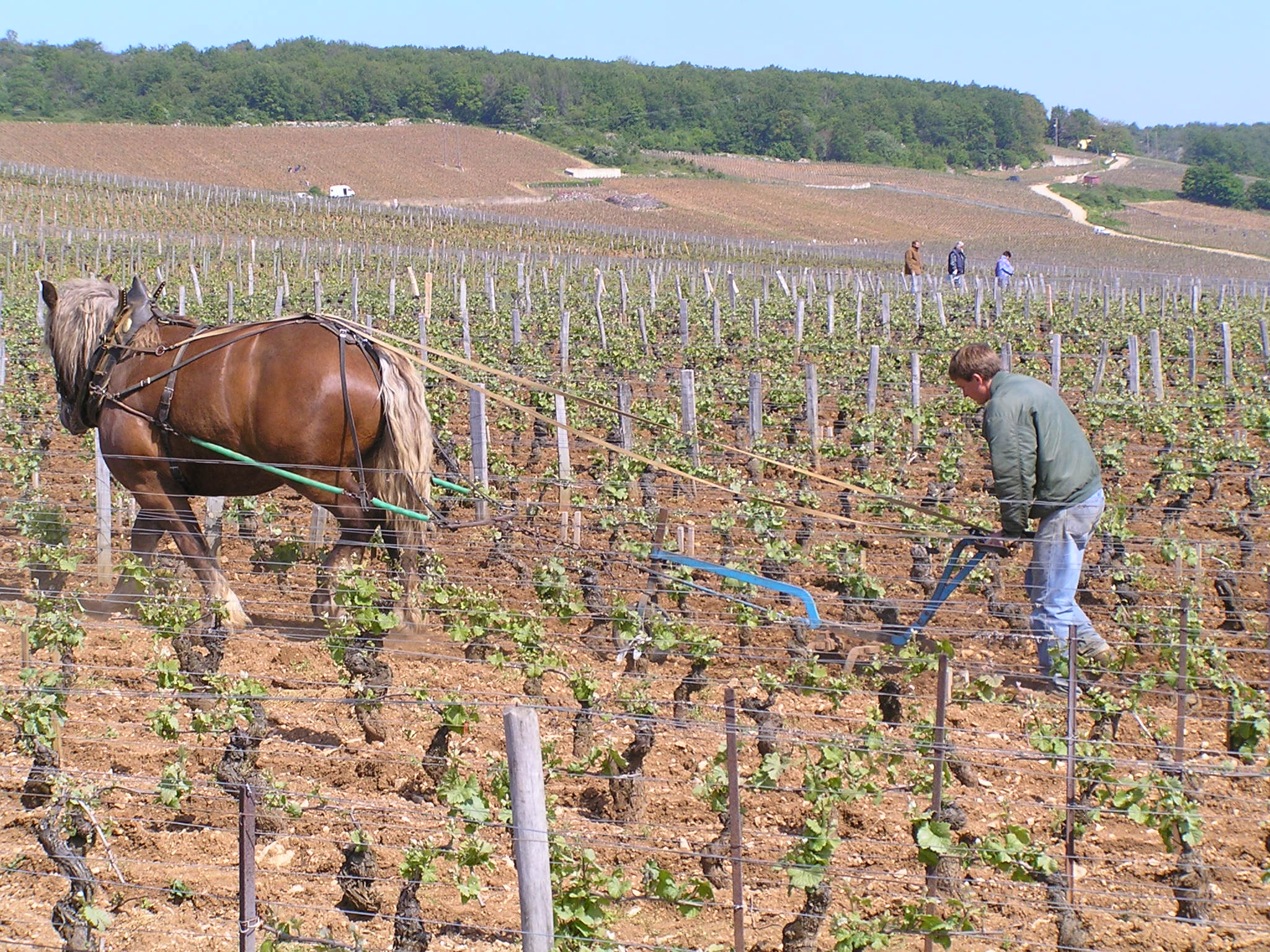
Labour traditionnel au cheval de trait
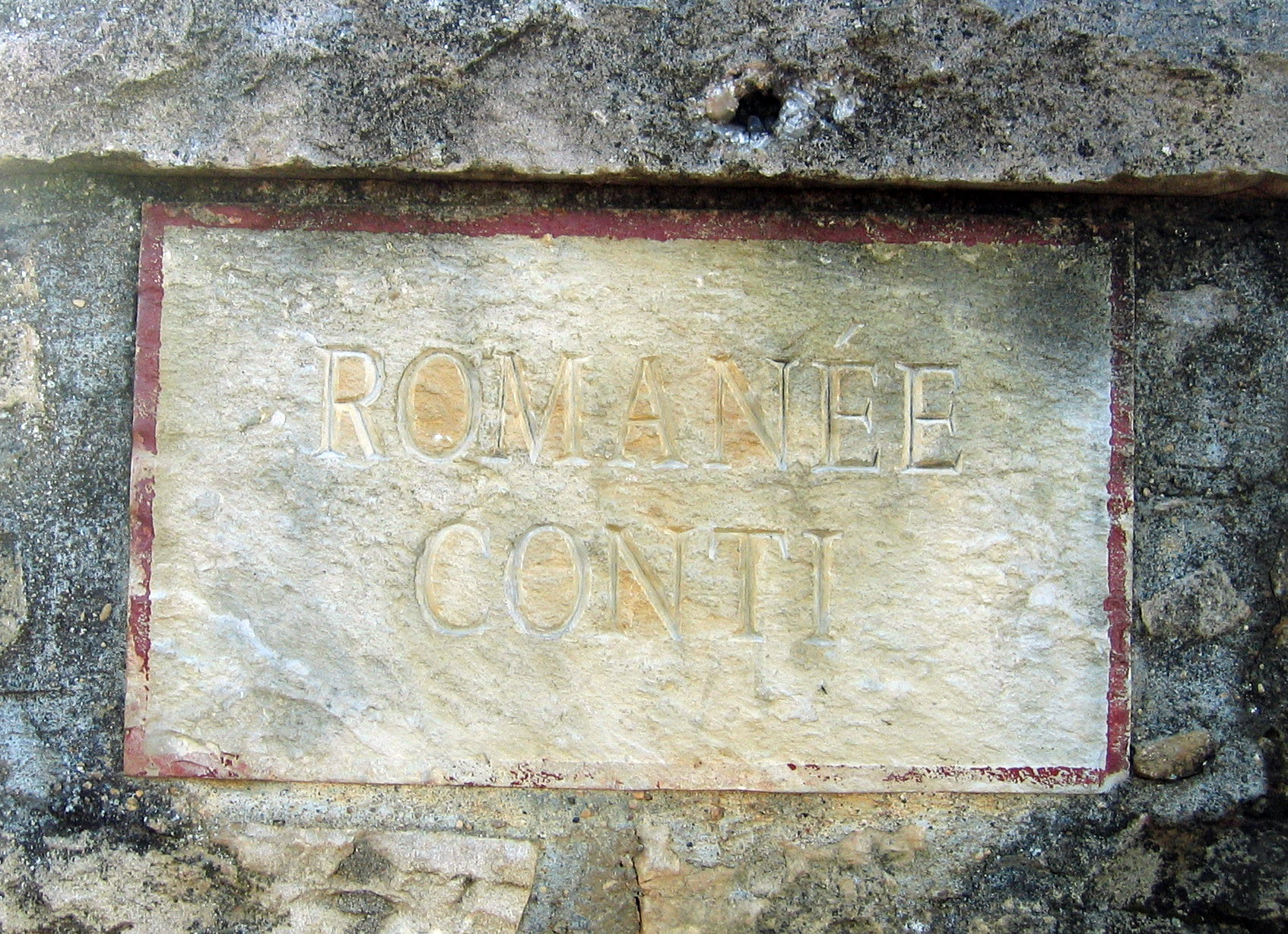
Enseigne gravée et scellée dans le mur entourant les vignes de la Romanée Conti

## Constitution du domaine
Le domaine produit huit grands crus:
| Région         | Cru                  | Cépage     | Superficie appartenant au DRC | Superficie totale du cru | Age moyen des vignes | Production annuelle en caisses | Production annuelle en bouteilles | Commentaires                                                          |
| -------------- | -------------------- | ---------- | ----------------------------- | ------------------------ | -------------------- | ------------------------------ | --------------------------------- | --------------------------------------------------------------------- |
| Côte de Nuits  | Romanée-conti        | Pinot noir | 1,805 hectare                 | Monopole                 | 52 ans               | 450                            | 6 000                             |                                                                       |
| Côte de Nuits  | La-tâche             | Pinot noir | 6,062 hectares                | Monopole                 | 46 ans               | 1 870                          | 20 000                            |                                                                       |
| Côte de Nuits  | Richebourg           | Pinot noir | 3,511 hectares                | 8,034 hectares           | 39 ans               | 1 000                          | 11 000                            |                                                                       |
| Côte de Nuits  | Romanée saint-vivant | Pinot noir | 5,285 hectares                | 9,437 hectares           | 33 ans               | 1 500                          | 17 000                            |                                                                       |
| Côte de Nuits  | Grands-échezeaux     | Pinot noir | 3,526 hectares                | 9,144 hectares           | 51 ans               | 1 150                          | 11 500                            |                                                                       |
| Côte de Nuits  | Échezeaux            | Pinot noir | 4,670 hectares                | 37,692 hectares          | 31 ans               | 1 340                          | 15 000                            |                                                                       |
| Côte de Beaune | Montrachet           | Chardonnay | 0,676 hectare                 | 7,80 hectares            | 61 ans               | 300                            | 3 500                             |                                                                       |
| Côte de Beaune | Corton rouge         | Pinot noir | 2,28 hectares                 | 98 hectares              |                      | 680                            | 7 500                             | Repartis sur 3 climats: Le Clos du Roi, Les Bressandes, Les Renardes. |

Le domaine produit également du vosne-romanée premier cru.

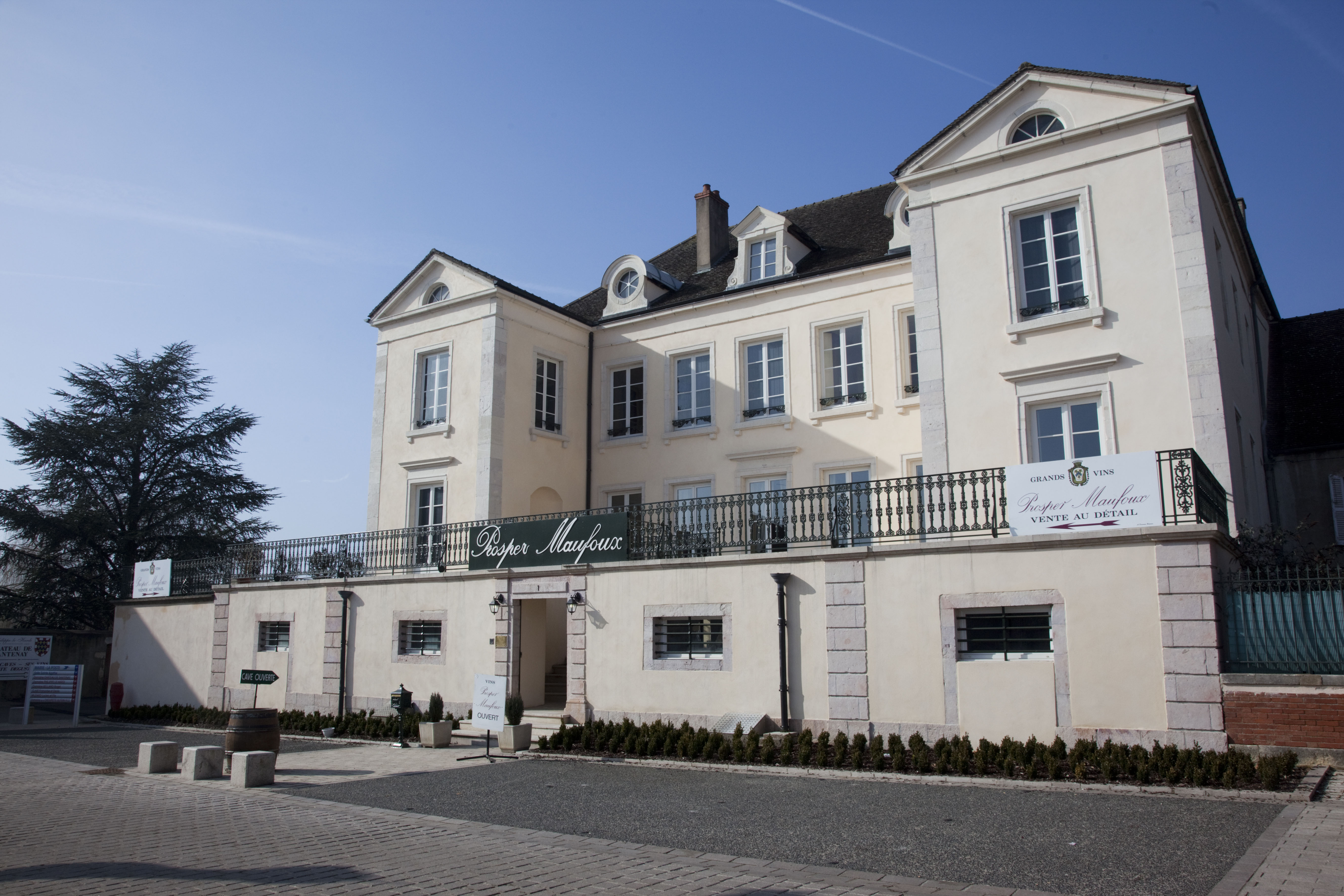
Château viticole de Santenay, fondé en 1835 par Jacques-Marie Duvault-Blochet
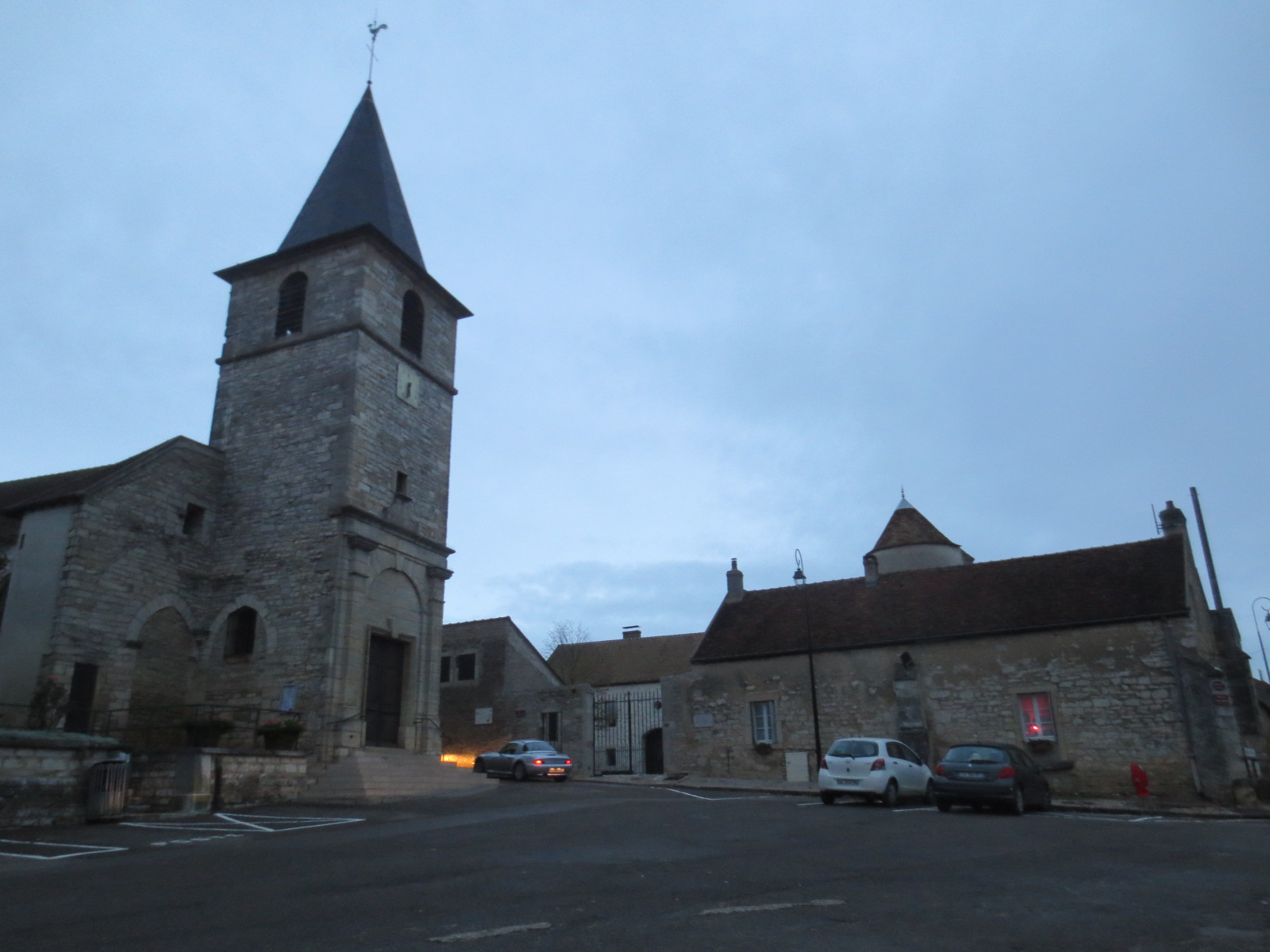
Vendangeoir de Vosne-Romanée, des moines bénédictins de l'abbaye Saint-Vivant de Vergy
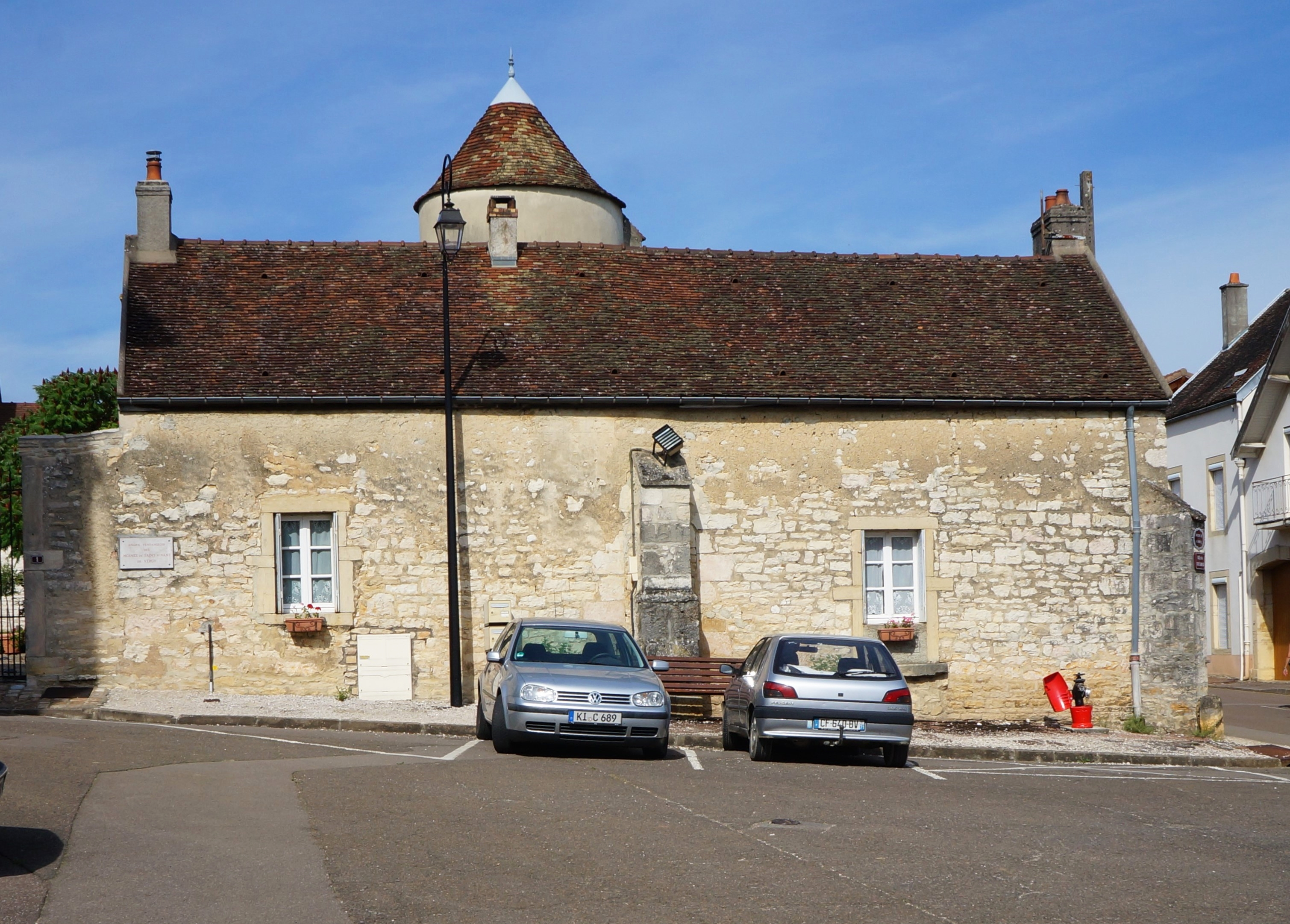
Vendangeoir de Vosne-Romanée, des moines bénédictins de l'abbaye Saint-Vivant de Vergy
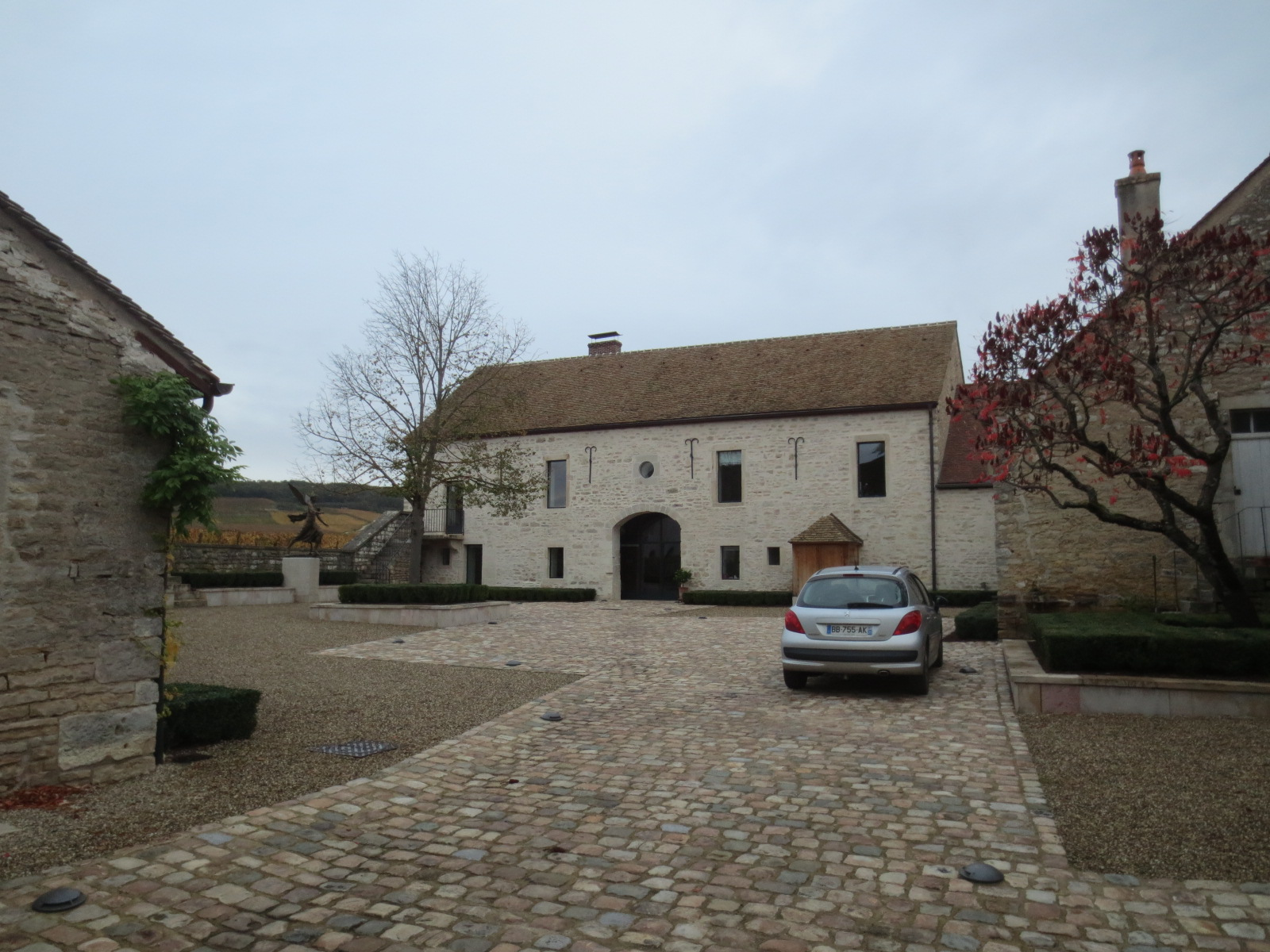
Vendangeoir de Vosne-Romanée, rue du Temps perdu
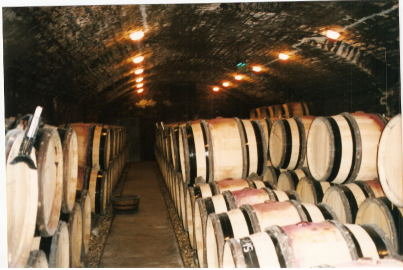
Cave à vin du domaine

## Production
Le Domaine de la Romanée-Conti produit environ 80 000 bouteilles par an, en viticulture biologique (avec des expérimentations en viticulture biodynamique), dont environ 6 000 bouteilles de romanée-conti. Elles sont commercialisées en grande partie par caisse de 12 à 15 bouteilles selon la récolte, constituées des crus de prestiges du domaine et vendues environ 3 000 à 6 000 € l'unité, avant effet de spéculation de certains millésimes, toutes réservées et vendues à l'avance à des acheteurs réguliers très privilégiés (des restaurateurs de prestige du monde entier en particulier) avec généralement :
- 1 bouteille de romanée-conti ;
- 3 bouteilles de la-tâche ;
- 2 bouteilles de richebourg ;
- 3 bouteilles de romanée saint-vivant ;
- 2 bouteilles de grands-échezeaux ;
- 3 bouteilles d'échezeaux.

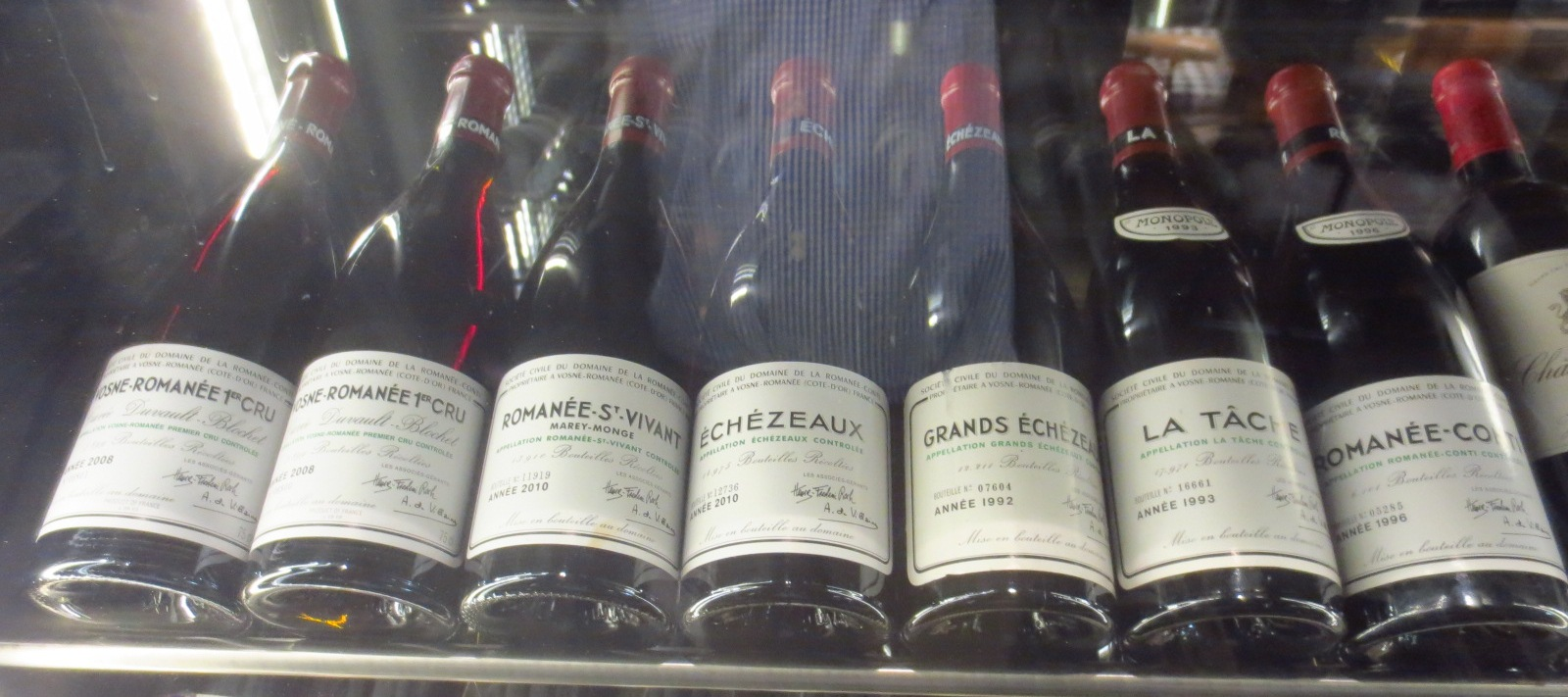
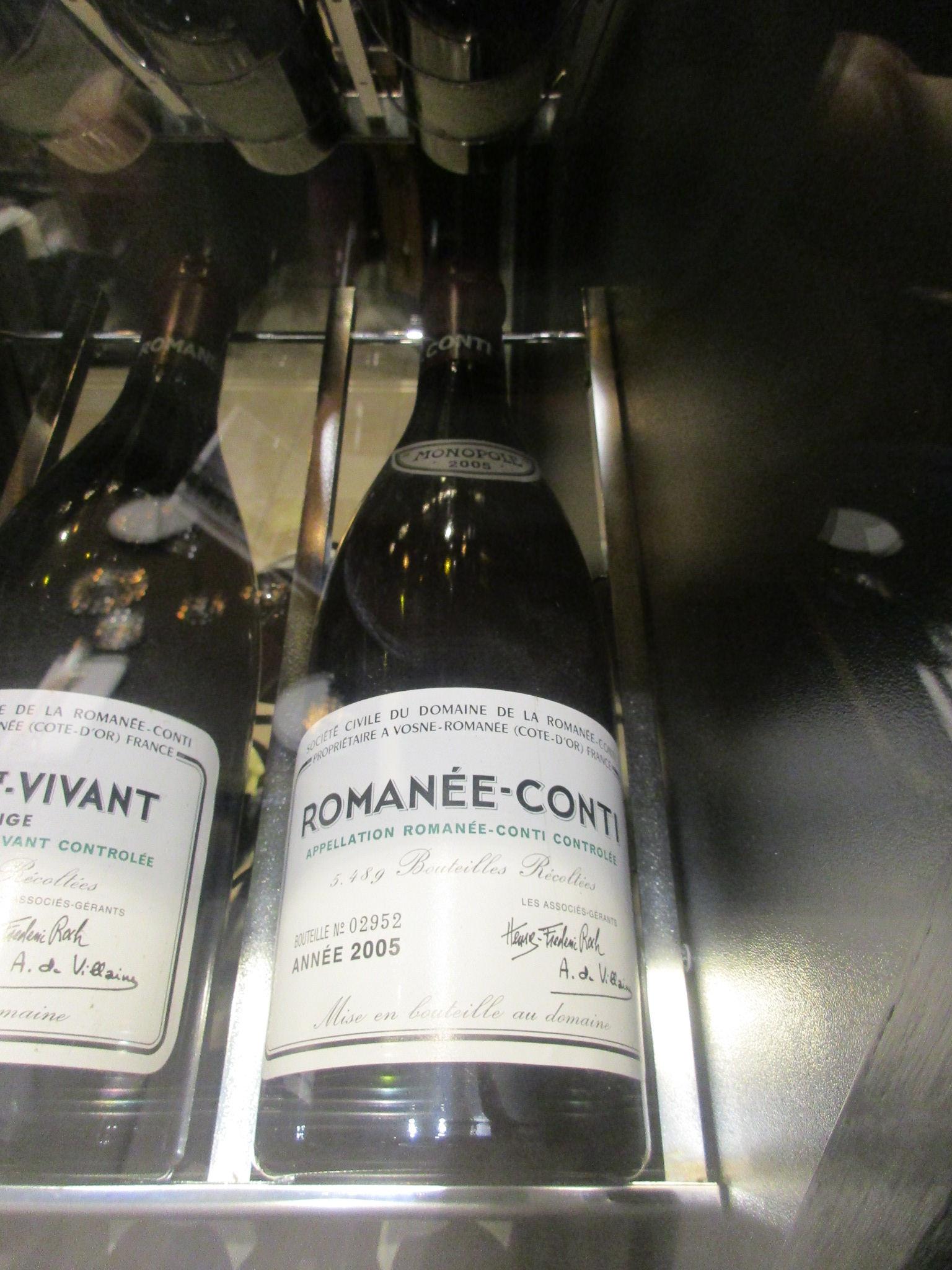
Romanée-conti
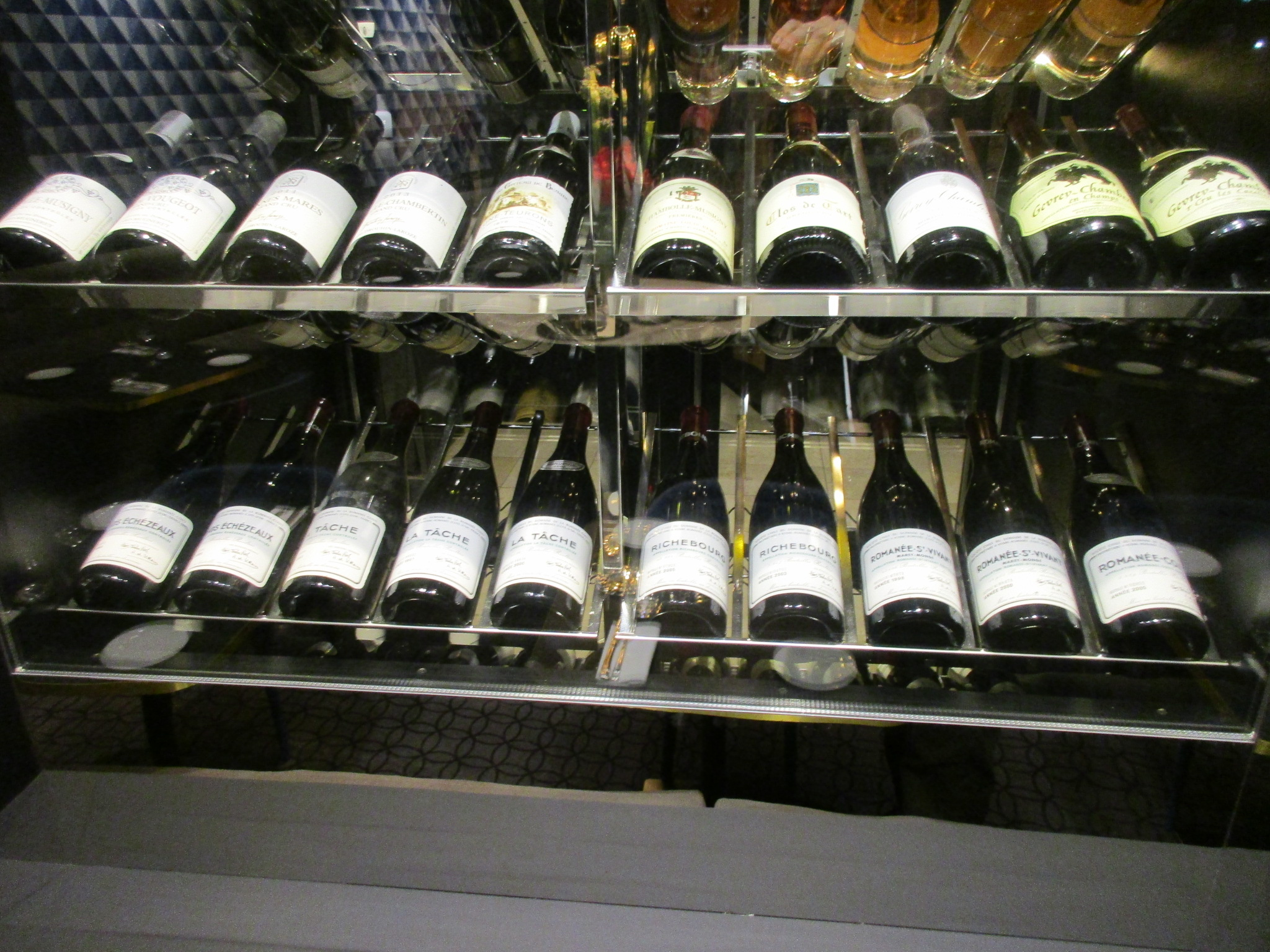
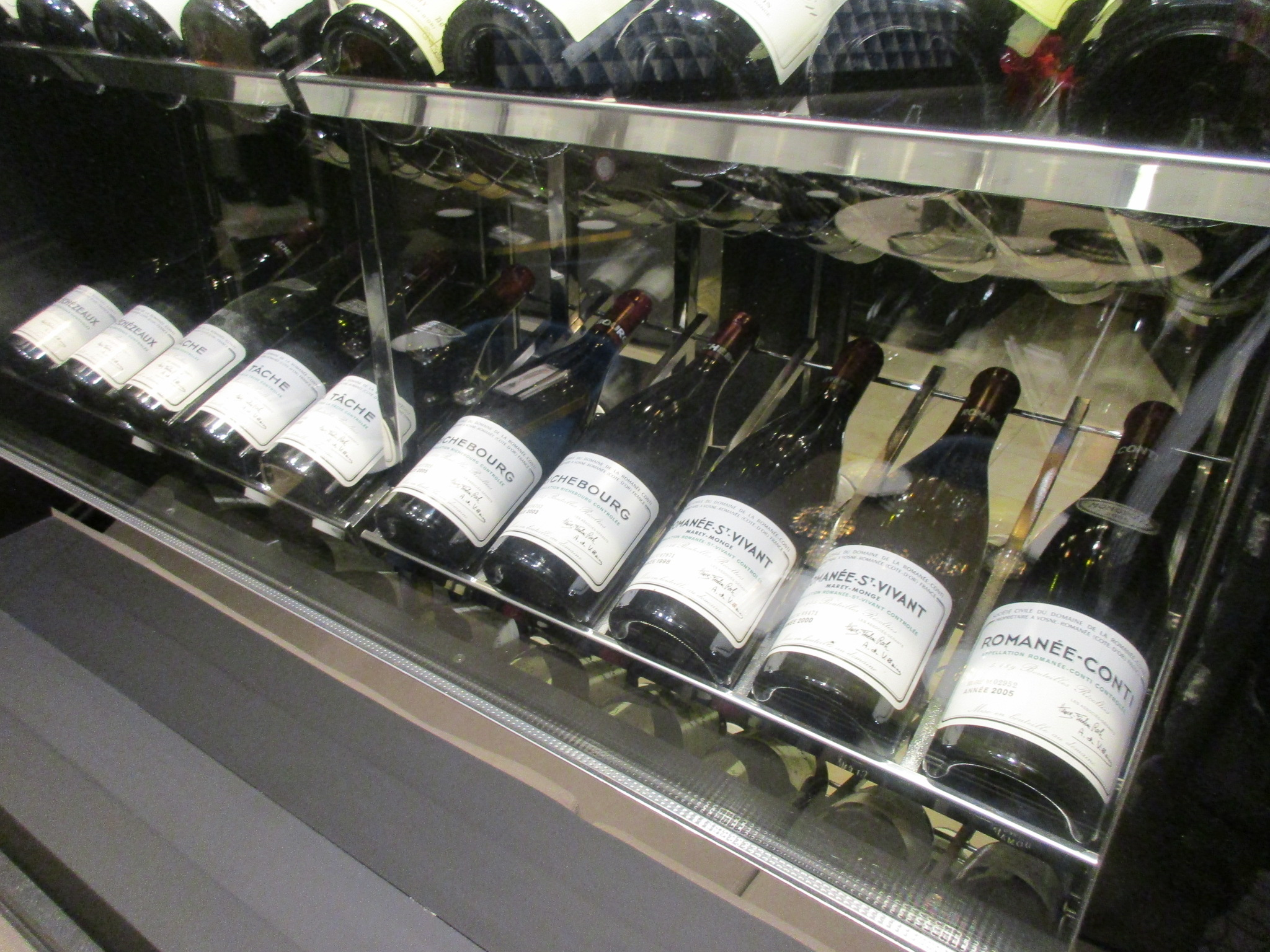
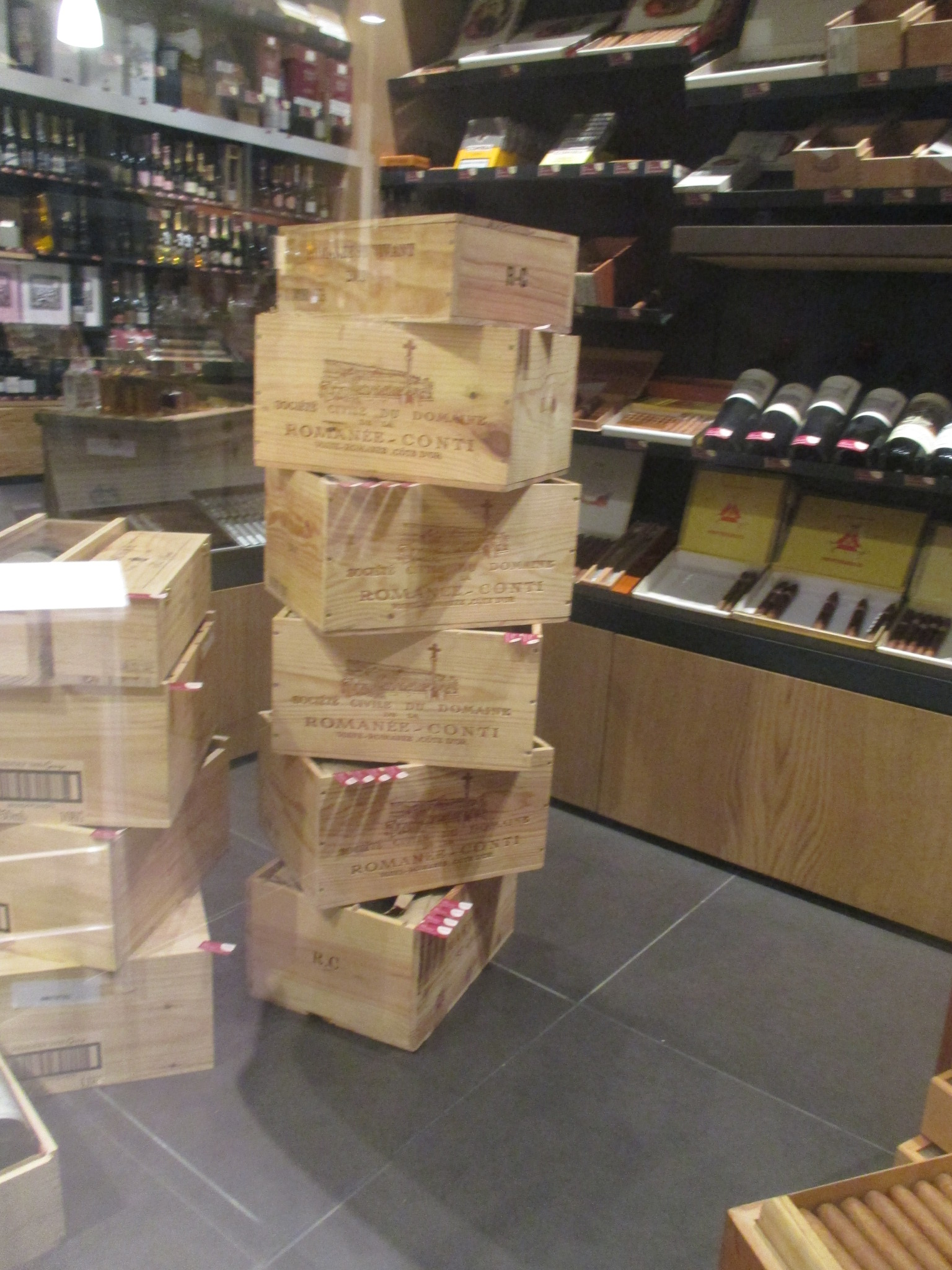
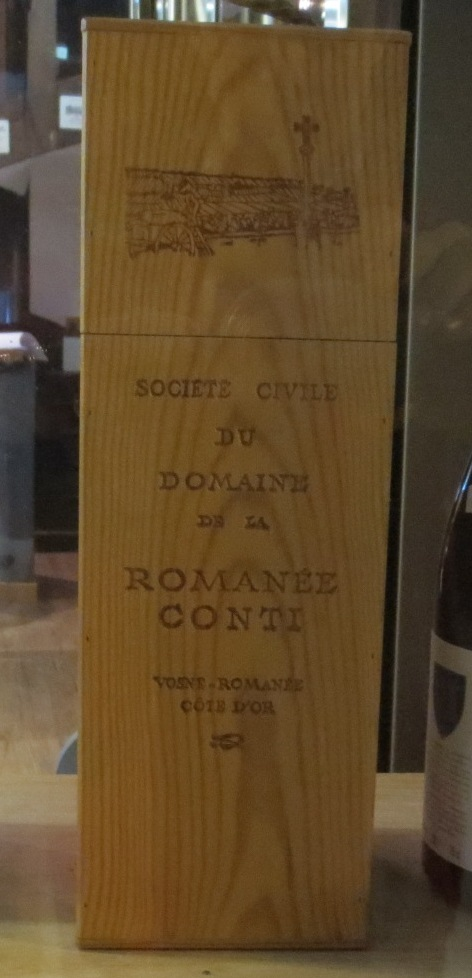
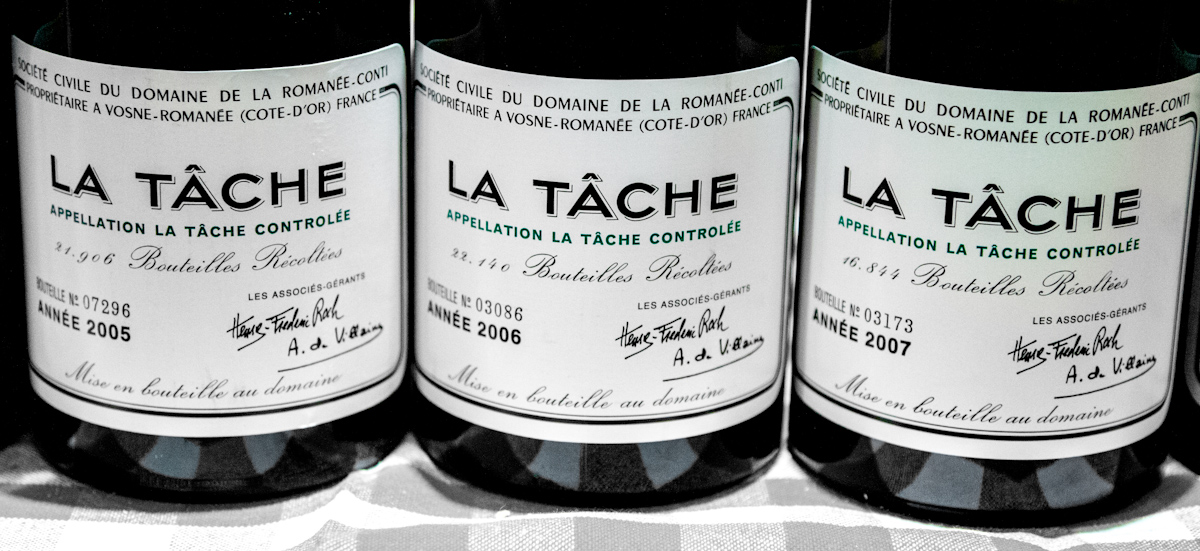
La tâche des millésimes 2005, 2006 et 2007
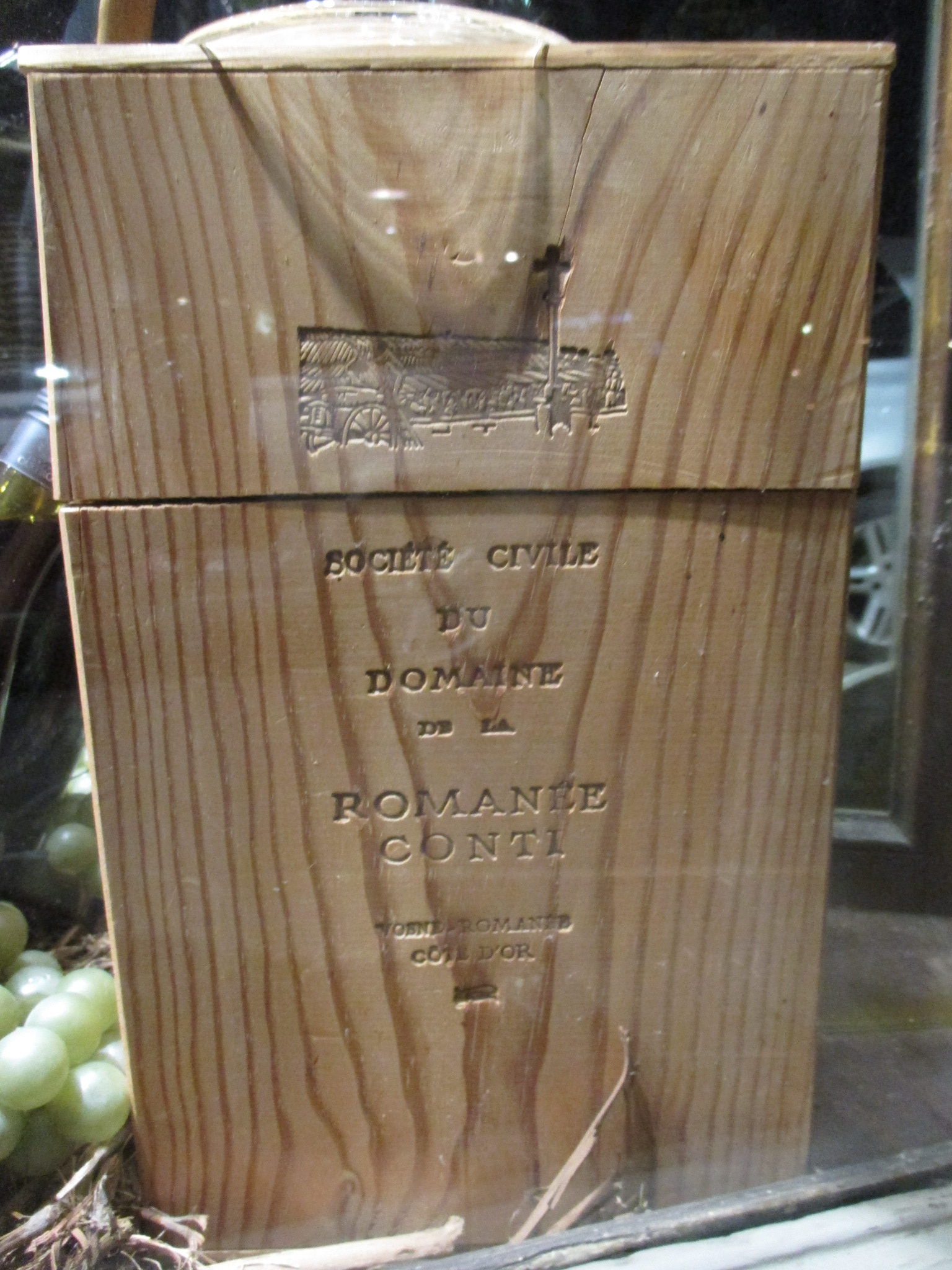
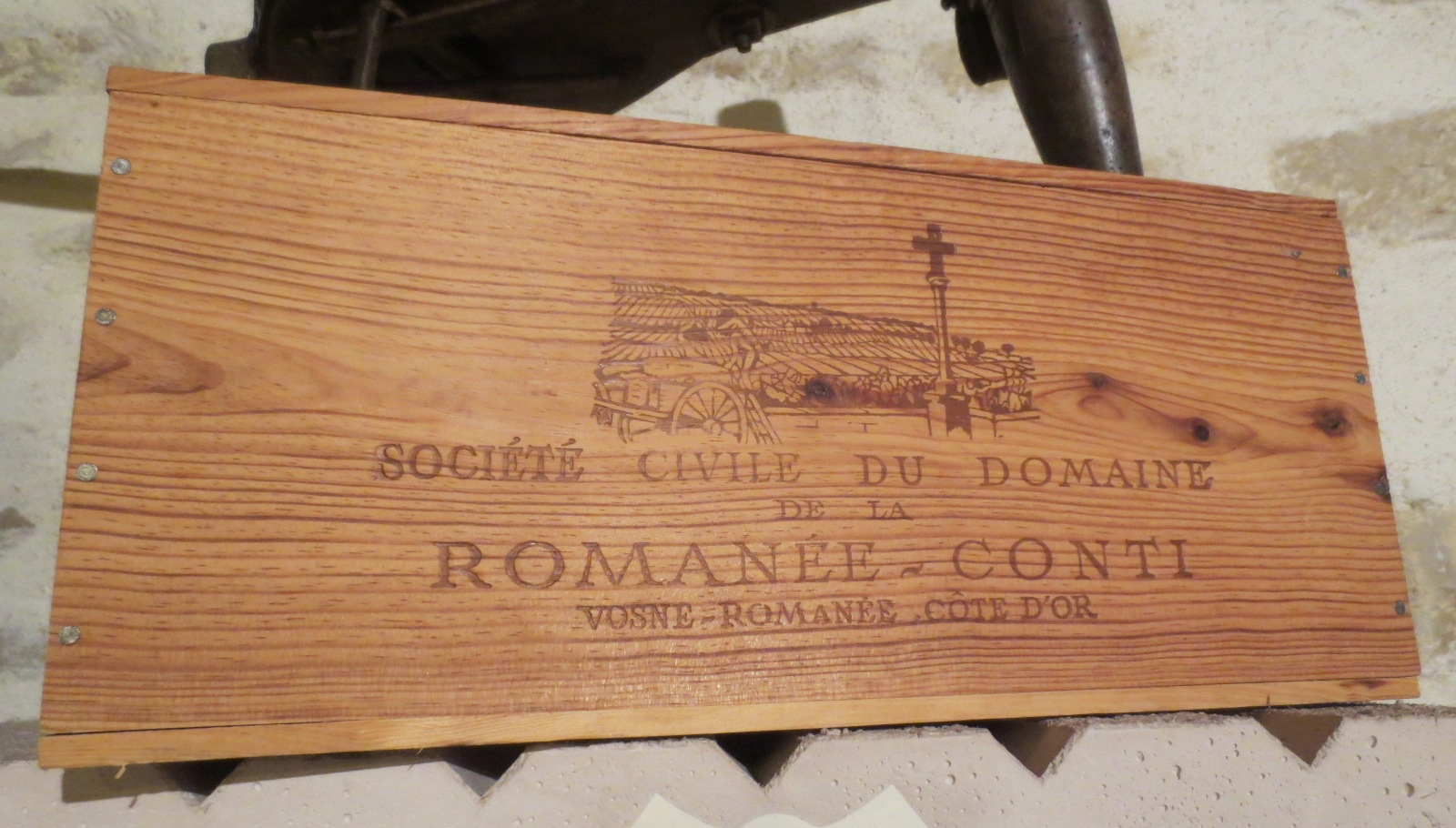

## Records de vente
Les bouteilles prestigieuses font régulièrement l'objet de record de vente en termes de valeur :
- En 2000 : 6 magnums de romanée-conti 1985, adjugées à New York pour 134 315 €.
- Le 22 mai 2007 : 12 bouteilles de romanée-conti 1985, adjugées 230 000 dollars par Christie's à New York.
- Le 17 mai 2011 : une bouteille de romanée-conti 1945, adjugée 87 815 € par Christie's à Genève à un collectionneur américain.
- En juin 2011 : deux caisses de romanée-conti 1988, adjugée à Hong Kong à 74 551 € l'unité.
- En 2013 : une bouteille de romanée-conti 2004, des caves de l'Hôtel Matignon (siège du Premier ministre français) adjugée 10 500 € à un acheteur Chinois.
- Le 13 octobre 2018 : une bouteille de romanée-conti 1945, adjugée 482 000 € lors d'une vente organisée par la maison Sotheby's à New-York à un acheteur inconnu.
- Le 1er mars 2020 : un mathusalem de romanée-conti 1979, issu de la cave d'un riche collectionneur, adjugée 202 805 € à Genève [4].

## Contrefaçons
Du fait de sa notoriété, les bouteilles du domaine sont en proie à la contrefaçon.

### Affaire Rudy Kurniawan
Rudy Kurniawan surnommé « Docteur Conti » pour sa passion pour la romanée-conti est considéré dans les années 2000 comme un des cinq plus importants experts en œnologie, collectionneurs et marchands de vins rares de prestige du monde. À la suite de suspicions de fraude lancées en 2008, il s'avère après enquête être le plus important faussaire et escroc du monde en matière de vin d'exception. Il purge actuellement sur le sol américain une peine de prison de dix ans ; libérable en 2021, il sera expulsé vers l'Indonésie.

### Affaire Lucca / Iugov
Entre 2012 et 2014 environ 400 bouteilles de vin contrefaites auraient été vendues sous la célèbre étiquette de l'appellation romanée-conti. Les premières fausses bouteilles sont apparues en 2012. Un millésime 2009 ou 2006, un vin plutôt jeune parce qu'il est « plus facile à copier ». Des étiquettes non conformes avec un degré d'alcool inexact ont néanmoins attiré l'attention de certains clients qui les avaient achetées chez des cavistes français et étrangers. Suspicieux, certains sont ensuite allés à la propriété, en conséquence, elle a déposé plainte. En Allemagne, en Suisse, en Italie, de nombreuses bouteilles contrefaites de Romanée-Conti ont été saisies, ce qui a déclenché l'ouverture de plusieurs procédures en Europe. Le nombre de fausses bouteilles est rapidement devenu déraisonnable, compte tenu de la taille du vignoble.

#### Moyens utilisés
Selon les experts, il y aurait deux étiquettes frauduleuses distinctes : celles de mauvaise facture russes et les copies identiques italiennes. Dans le domicile des deux Italiens ont été retrouvés des emballages romanée-conti ainsi que des caisses en bois contrefaites.

#### Procès
Les contrefacteurs ont vendu la bouteille entre 11 000 et 25 000 euros, le préjudice s'élève donc à 1,5 million d'euros. L'avocate chargée de l'affaire et de la défense du domaine estime « que le nombre de bouteilles en circulation s'établirait entre 800 et 900 ».
Lundi 15 mai 2017, le tribunal correctionnel de Dijon a rendu son jugement : quatre ans de prison dont deux ans de prison ferme ont été infligés à l'escroc russe Aleksandr Iugov. Il a également écopé d'une amende de 150 000 euros pour utilisation frauduleuse d'une appellation d'origine contrôlée. Il devra payer plus de 550 000 euros de dommages et intérêts, dont 300 000 euros pour le domaine de la Romanée-Conti.
Les deux négociants italiens, Enzio et Nicola Lucca, n'ont pas pu se présenter devant le tribunal dijonnais compte tenu qu'ils avaient déjà été jugés et condamnés par la justice suisse quelques mois avant le jugement français. Ils ont été condamnés chacun à 24 mois de prison avec sursis, 5 000 francs suisses d'amende chacun, ainsi que 400 000 euros de dommages et intérêts pour le domaine de la Romanée-Conti.